# Tibiomus jubaensis
Tibiomus jubaensis är en mångfotingart som beskrevs av Kraus 1966. Tibiomus jubaensis ingår i släktet Tibiomus och familjen Odontopygidae. Inga underarter finns listade i Catalogue of Life.